# Dory Funk Jr.
Dory Earnest Funk Jr. (Amarillo, 3 febbraio 1941) è un ex wrestler statunitense.
È il figlio di Dory Funk Sr. e il fratello di Terry Funk. È uno dei creatori della Texas Cloverleaf. Detiene il secondo record più lungo di sempre come detentore dell'NWA World Heavyweight Championship, essendo rimasto campione per oltre quattro anni. Ha inoltre vinto l'NWA World Tag Team Championship per due volte, entrando nella NWA Hall of Fame nel 2006 e nella WWE Hall of Fame nel 2009.

## Carriera

### Inizi
La carriera da wrestler di Dory Funk Jr. ebbe inizio nel gennaio 1963 dopo un passato come giocatore di footbal americano durante gli anni del college. Il primo match ufficiale di Dory Funk Jr. fu una vittoria contro Don Fargo a Amarillo (Texas).

### National Wrestling Alliance

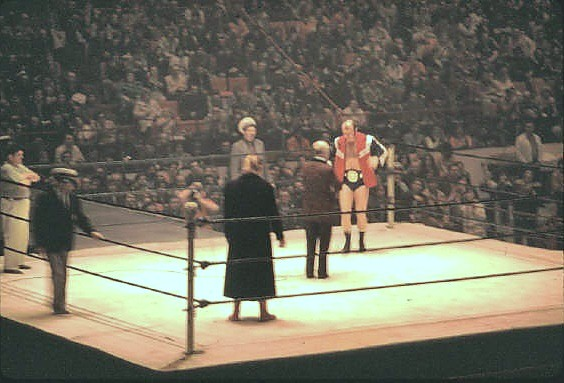
Dory Funk Jr. quando era campione NWA

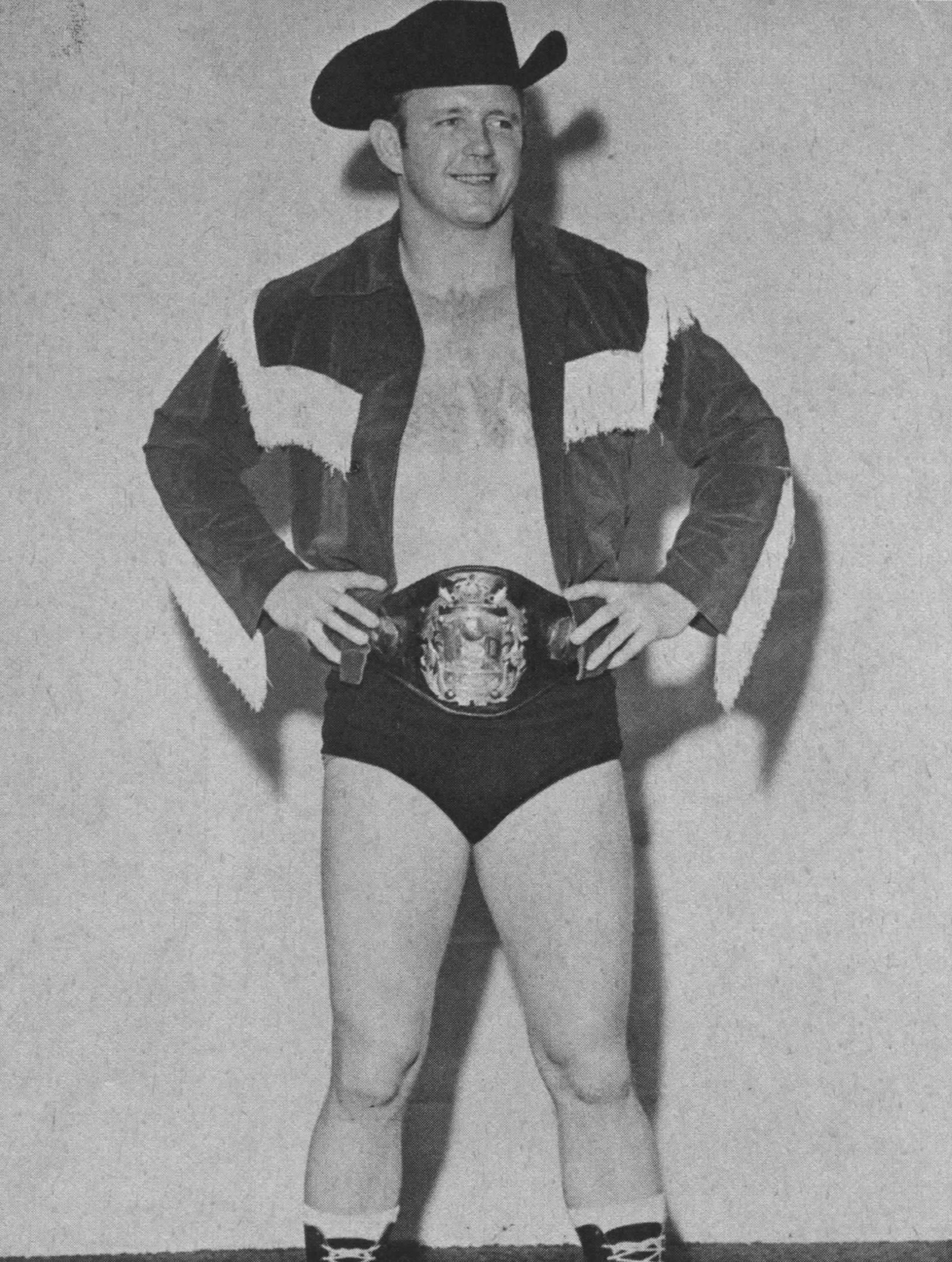
Funk Jr. nel 1973

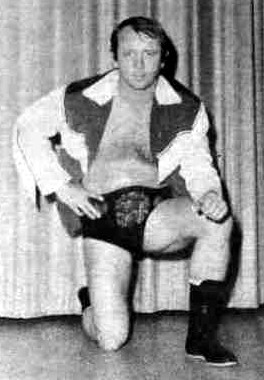
Dory Funk Jr. nel 1972

Dory Funk Jr. entrò nella National Wrestling Alliance (NWA) nel 1968 e ben presto scalò i vertici della federazione arrivando a vincere l'NWA World Heavyweight Championship battendo Gene Kiniski l'11 febbraio 1969, restando poi campione per quattro anni e mezzo, il secondo regno più lungo come campione NWA dopo quello di Lou Thesz (che detenne il titolo dal 1949 al 1956). Funk perse il titolo il 14 maggio 1973 in un match contro Harley Race.
Funk Continuò a combattere nel circuito NWA per tutti gli anni settanta e inizio ottanta, particolarmente nella Mid-Atlantic, nella Georgia Championship Wrestling, nella Championship Wrestling from Florida e nella Central States. Nel dicembre 1984, lui e il fratello Terry lottarono in coppia contro Bruiser Brody e Stan Hansen in un match che fu classificato a cinque stelle da Dave Meltzer.

### World Wrestling Federation
Nel gennaio 1986, Dory (con il soprannome "Hoss") debuttò nella WWF in tag team con Terry. I due fratelli lottarono a WrestleMania 2 sconfiggendo Junkyard Dog e Tito Santana. Terry lasciò poco dopo la WWF, ma Dory rimase, iniziando a combattere in coppia con il finto "fratello" Jimmy Jack Funk, che in realtà non aveva nessuna relazione di parentela con lui. L'unica apparizione che fece come lottatore singolo in WWF avvenne solo molti anni dopo come partecipante alla Royal Rumble del 1996

### Circuito indipendente

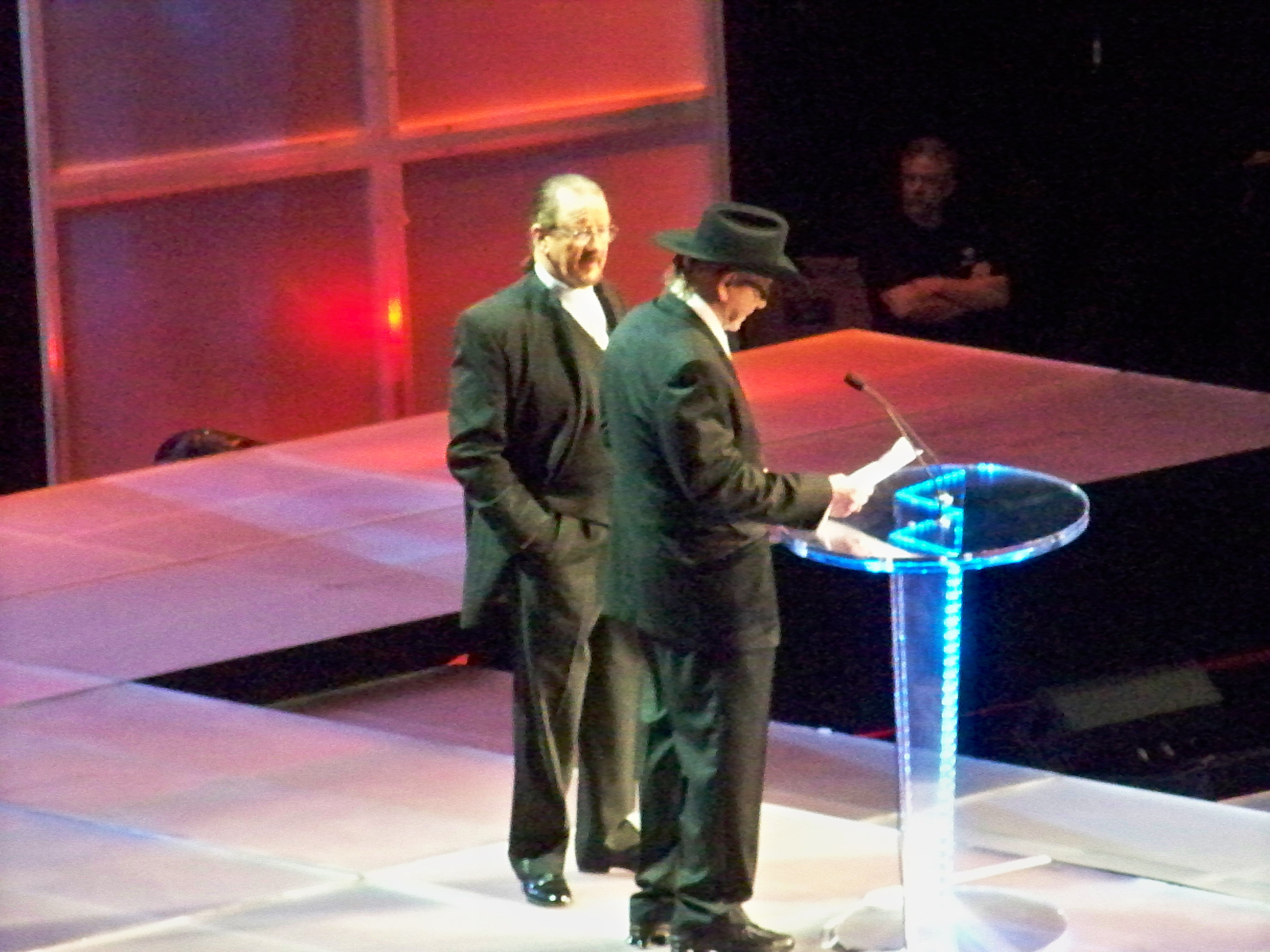
Dory Jr. e Terry Funk nella Hall of Fame 2009

Funk è attualmente un insegnante del "Funking Conservatory", una scuola di allenamento al wrestling professionistico. Alcuni celebri studenti di Dory sono stati Jeff Hardy, Matt Hardy, Christian, Lita, Kurt Angle, Mickie James, Edge e Test.
Il 1º marzo 2008 Funk e Nishimura sconfissero Genichiro Tenryu e Masanobu Fuchi nel match di addio alle scene di Funk.
Il 16 febbraio 2009, durante una puntata di Raw, venne annunciato che Dory, insieme al fratello Terry, sarebbe stato inserito nella WWE Hall of Fame, introdotto da Dusty Rhodes.

## Personaggio

### Mosse finali
Spinning Toe Hold
Texas Cloverleaf (Cloverleaf)

## Titoli e riconoscimenti
Stampede Wrestling
- NWA International Tag Team Championship (Calgary Version) (1)  con Larry Lane (1979)

All Japan Pro Wrestling
- NWA International Heavyweight Championship (2)
- World's Strongest Tag Team League  con Terry Funk  (1977, 1979 e 1982)

Jim Crockett Promotions/World Championship Wrestling
- NWA Mid-Atlantic Heavyweight Championship (2)

National Wrestling Alliance
- NWA Hall of Fame (2006)

Pro Wrestling Illustrated
- 281º tra i 500 migliori wrestler singoli nella PWI 500 (1991)
- 149º tra i 500 migliori wrestler singoli nella "PWI Years" (2003)
- Match of the Year vs. Harley Race il 24 maggio per il NWA World Heavyweight Championship.  (1973)
- Match of the Year vs. Jack Brisco il 27 gennaio per il NWA World Heavyweight Championship.  (1974)

World Wrestling Entertainment
- WWE Hall of Fame (2009)